# Distrito de Manta
El distrito peruano de Manta es uno de los 19 distritos de la provincia de Huancavelica, ubicada en el departamento de Huancavelica, bajo la administración del Gobierno Regional de Huancavelica, en la zona de los andes centrales del Perú. Limita por el norte con el distrito de Conayca; al este con los distritos de Laria y Vilca; al oeste con el distrito de Huando y, al sur con el Nuevo Occoro.
Desde el punto de vista jerárquico de la Iglesia católica, forma parte de la diócesis de Huancavelica.

## Historia
Manta es un distrito de la ciudad de Huancavelica que fue fundada el 4 de agosto de 1570 por el virrey Francisco de Toledo, recibió el nombre de Villarrica de Oropesa. El distrito fue creado mediante Ley N° 9115 del 1 de junio de 1940, en el gobierno del Presidente Manuel Prado Ugarteche.

## Capital
Manta es una localidad peruana, en la provincia de Huancavelica, situada a 3 727 m de altitud, en la falda norte del cerro Huamanrazo (5 278 m). El río Vilca recorre el término municipal antes de unirse al Mantaro. Coordenadas Longitud oeste: 75° 02'11(O) Latitud sur: 12° 25' 51(S). Ubigeo: 090110.
Poblado con alrededor de 50 familias cuenta con centro de educación secundaria Augusto Salazar Bondy y un centro de educación primaria.

### Anexos
- En la comunidad de Manta: Ccorisotocc, San Luis y Ccolpa
- En la comunidad de Santa Rosa: Santa Rosa y Canchucerca.

## Economía
El 89 % de la población de Manta se dedica a la agricultura, siendo la actividad económica principal del distrito. Los productos más importantes son: papa, oca, ollucos, mashua, cebada, habas, arvejas, ajos, maca y quinua.
Tiene una economía de autosustento basado en la agricultura y en la crianza de animales. No cuenta con servicios básicos de luz, agua y desagüe.
El potencial minero del distrito está en los minerales no metálicos: caolín, arcilla, greda, carbón de piedra, felispato, arena (agregados) y piedras.

## Autoridades
Entre las autoridades principales tenemos: Alcalde Municipal, Subprefecto, presidente de la directiva comunal, alcaldes de Vara. En los anexos tenemos: presidente de junta de administración, agente municipal y teniente gobernador; así mismo hay un juez de paz no letrado.

### Municipales
- 2019 - 2022[3]
  - Alcalde: Raúl Surichaqui Soto, del Movimiento Regional Ayni.
  - Regidores:

  1. Urbano Araujo Sapallanay (Movimiento Regional Ayni)
  2. Eusebio Curilla Gómez (Movimiento Regional Ayni)
  3. Fidel Santos Mendoza (Movimiento Regional Ayni)
  4. Lucy Teodosia Valladolid Castro (Movimiento Regional Ayni)
  5. Paulino Ruiz Valladolid (Movimiento Independiente Trabajando para Todos)

Alcaldes anteriores
- 2015 - 2018: Lewis Amaru Araujo Curilla, Movimiento Regional AYNI
- 2011 - 2014:[4] Rosalino Soto Páucar, Proyecto Integracionista de Comunidades Organizadas (PICO).
- 2007 - 2010: Cirilo Araujo Matos, Partido Unión por el Perú.

### Policiales
- Comisario:  PNP.

## Festividades
- Enero: Año Nuevo
- Julio: Santiago Apóstol
- Febrero/marzo: Carnavales